# 喜山腹链蛇属
喜山腹链蛇属（学名：Herpetoreas）有鳞目水游蛇科的一属爬行动物，目前确认有5种。
本属原被认为属于广义的腹链蛇属（Amphiesma）。2014年，中国和美国学者通过分子系统进化关系研究认为原腹链蛇属物种不形成单系, 该类群至少包含3个种组，因而恢复了本属。

## 下属物种
本属包括以下物种：
- 察隅腹链蛇 Herpetoreas burbrinki Guo, Zhu, Liu, Zhang, Li, Huang & Pyron, 2014
- 大卫腹链蛇 Herpetoreas davidi Nguyen, Lalremsanga, Biakzuala & Vogel, 2024[4]
- Herpetoreas murlen Lalremsanga, Bal, Vogel & Biakzuala, 2022[5]
- 阿萨姆腹链蛇 Herpetoreas pealii Sclater, 1891
- 平头腹链蛇 Herpetoreas platyceps Blyth, 1854
- 锡金腹链蛇 Herpetoreas sieboldii Günther, 1860
- 沃氏腹链蛇 Herpetoreas xenura Wall, 1907